# Estanys Forcats
Els Estanys Forcats són un conjunt de tres estanys d'origen glacial situats entre els 2.630 i 2.710 metres d'altitud al nord d'Arinsal i del pla de l'Estany, al Pirineu andorrà, dins del Parc Natural Comunal de les Valls del Comapedrosa, al terme de la parròquia de La Massana.

### Etimologia
Forcats prové del participi/adjectiu singular del verb forcar que deriven del mot llatí furca: forca. El topònim enforcats o forcats és molt estès en el domini català, en una clara referència a un accident geogràfic, riu, vall, barranc o camí que bifurca.

## Localització
Els Estanys Forcats són gairebé a la confluència dels límits territorials del Principat d'Andorra, el Pallars Sobirà i l'Arieja.
Els estanys queden enclotats al sud dels Bassers del Bancal Vedeller, en la petita valleta o coma tancada pels vessants dels pics de Medacorba, la Roca Entravessada, i el pic de Racofred
La coma que acull els estanys, resta enlairada i penjada al nord-oest sobre la gran muralla del circ d'origen glacial que envolta el pla de l'Estany.

## Hidrografia
Les aigües dels estanys davallen pel riu del Bancal Vedeller, primer cap a l'est i més endavant es precipiten al sud sobre l'ample pla de l'Estany. Al pla (2.000 m), on hi ha un petit estany, també hi conflueixen el riu del Port Dret i el riu de Montmantell, a més de les aigües que baixen del Forat dels Malhiverns i del vessant oriental del Comapedrosa.
Al pla, sobre les bordes de la Coruvilla, s'inicia el riu del Pla de l'Estany que davalla fins a l'indret d'Aigües Juntes (1.750 m) on s'ajunta amb el riu Pollós. Ambós rius fomen el riu d'Arinsal, que és afluent de la Valira del Nord.

## Accés
La ruta normal que accedeix als estanys és el GR-11-1 (variant del GR-11) que passa per la collada dels Estanys Forcats (2.743 m) i uneix la Vall Ferrera i la vall d'Arinsal. L'accés de menys durada es fa des de la banda andorrana.

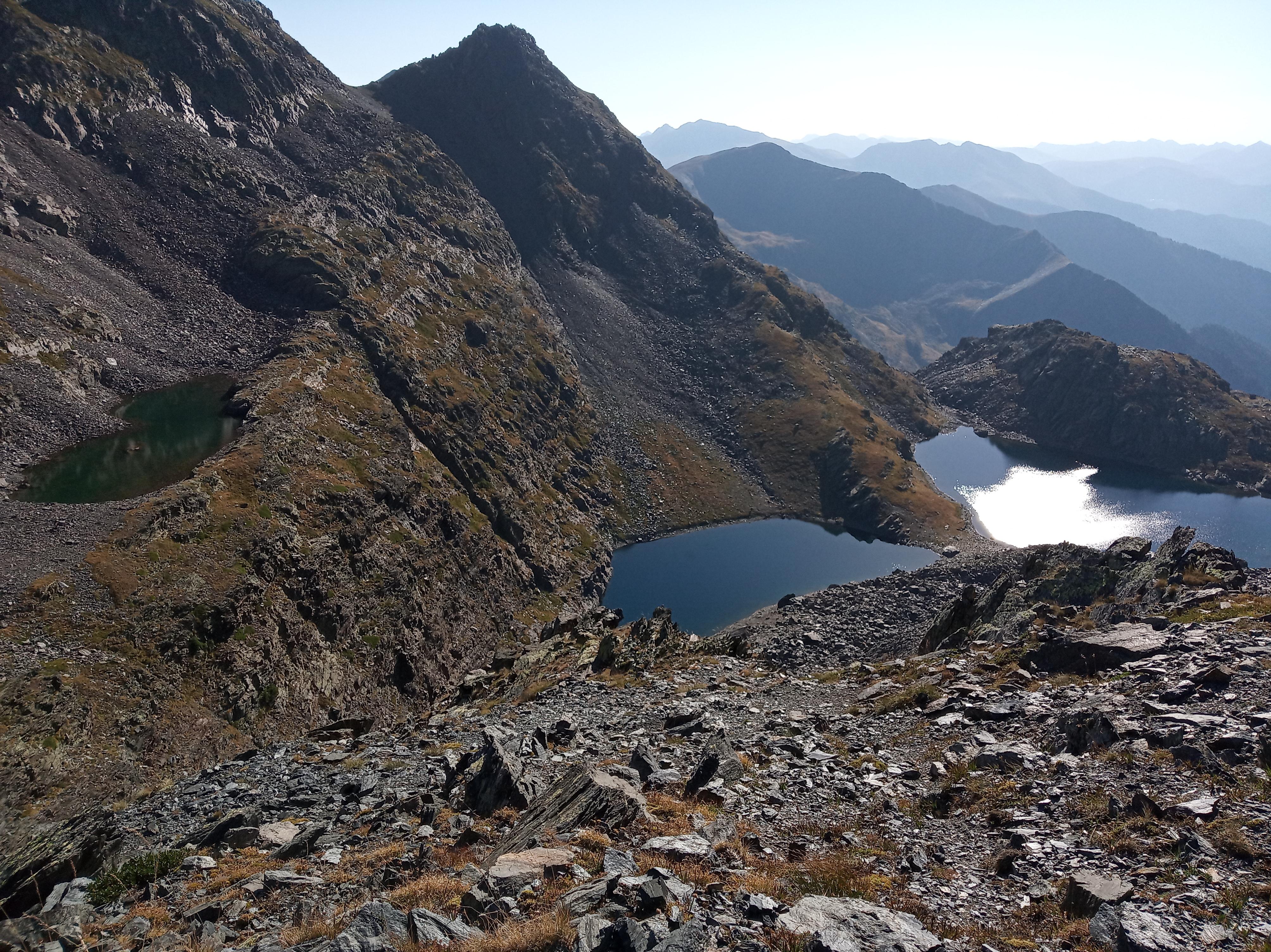
Estanys Forcats. Vista cap al sud

## Refugis
A prop del primer estany, sota el promontori rocallós que tanca la coma dels estanys, hi ha una petita cabana de fusta: el Refugi d'Estanys Forcats (no guardat) 2.640 m. Molt a prop, també hi ha una vella barraca metàl·lica en molt mal estat.
Altres refugis pròxims:
Refugi Josep Maria Montfort
Refugi del Pla de l'Estany